# Stimpmeter
Stimpmeter i golf är en metod som används för att mäta hur snabbt en golfboll rullar på greenen. Det är även namnet på det redskap som används vid mätningen, en cirka 91 cm (36 inch) lång aluminiumskena med en urskålad ränna avpassad för golfbollen ungefär 76 cm (30 inch) räknat från nedre änden. Rännan är V-formad med en vinkel på 145 grader.

## Utrustning
För att utföra mätningen behövs:
- Stimpmeter
- Tre golfbollar
- Tre peggar
- Ett 3–4 meter långt måttband

## Mätning
1. Ytan som mätningen sker på ska vara plan
2. En peg fästs där stimpmetern börjar vid marken. Denna punkt räknas som startpunkt.
3. En boll läggs i stimpmetern och denna höjs sakta tills bollen börjar att rulla ner mot greenen. När bollen har börjat att rulla får inte stimpmetern höjas ytterligare. Detta moment utförs med alla tre bollar i en följd. Bollarna måste stanna inom 20 centimeter från varandra annars betraktas det som att stimpeterna har hanterats på olika sätt.
4. En peg placeras på en genomsnittlig längd av de tre bollarna.
5. Steg 3 och 4 utförs i motsatt riktning med stimpmetern vid den andra peggen och bollen rullas mot den peg som var startpunkten vid den förra mätningen.
6. Ett genomsnittligt värde av de båda genomsnittslängderna utgör stimpmetern, det vill säga greenens hastighet.

## Hastighet
Hastigheten mäts i fot och graderas enligt följande:
- 0-6 Trög
- 6-7 Medelsnabb
- 7-8 Snabb
- 9 och uppåt, mycket snabb